# Atalopteris
Atalopteris, rod paprati iz porodice papratki (Dryopteridaceae), iz Velikih Antila, sve vrste vrlo su rijetke i nedovoljno poznate. Taksonomski položaj nije siguran, mogući sinonim za Ctenitis.

## Vrste
1. Atalopteris aspidioides (Griseb.) Maxon & C.Chr.; Kuba
2. Atalopteris ekmanii Maxon; Hispaniola
3. Atalopteris maxonii (Christ) C.Chr.; Jamajka